# Voigtländer
Vous pouvez aider à l'améliorer ou bien discuter des problèmes sur sa page de discussion.
- Il ne cite pas suffisamment ses sources. Vous pouvez indiquer les passages à sourcer avec {{référence nécessaire}} ou {{Référence souhaitée}}, et inclure les références utiles en les liant aux notes de bas de page. (Marqué depuis juin 2025)
- Il contient une ou plusieurs listes. Le texte gagnerait à être rédigé sous la forme d’un ou plusieurs paragraphes synthétiques, afin d’être plus agréable à lire. (Marqué depuis juin 2025)
- Il n’est pas rédigé dans un style encyclopédique. (Marqué depuis juin 2025)

- Archive Wikiwix
- Bing
- Cairn
- DuckDuckGo
- E. Universalis
- Gallica
- Google
- G. Books
- G. News
- G. Scholar
- Persée
- Qwant
- (zh) Baidu
- (ru) Yandex
- (wd) trouver des œuvres sur Wikidata

Voigtländer est un fabricant d'appareils photographiques et  d'objectifs photographiques. La marque doit son nom à son créateur, Johann Christoph Voigtländer, un pionnier de la photographie, mais n'acquiert une dimension européenne qu'avec son petit-fils, Peter-Wilhelm von Voigtländer.

## Histoire

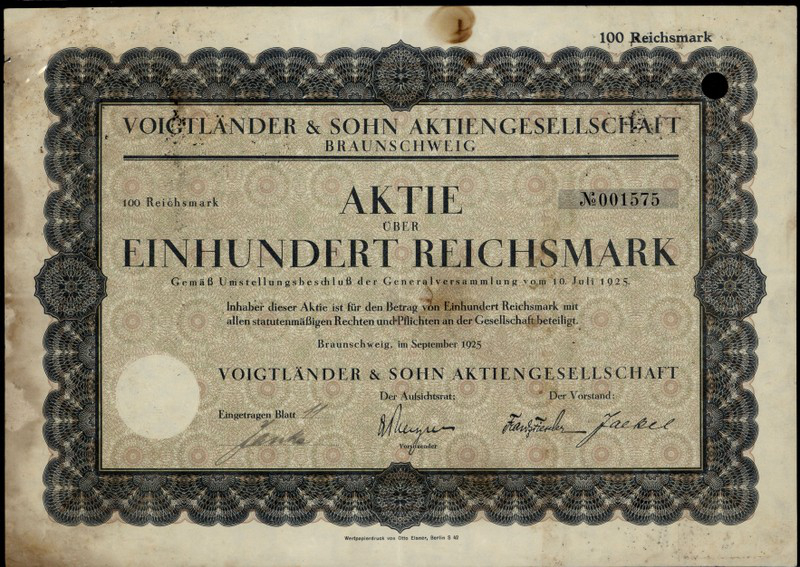
Action de la Voigtländer & Sohn AG en date du septembre 1925

Voigtländer est l'une des plus anciennes sociétés dont l'activité a pour cadre la réalisation d'appareil optiques et photographiques.
- 1756 : création de l'entreprise de fabrication d'instruments optiques par Johann Christoph Voigtländer à Vienne en Autriche.
- 1840 : premiers essais de fabrication d'appareils photos à lentilles.
- 1849 : fabrication du premier appareil photographique en métal du monde.
- 1868 : le 10 000e objectif de la marque sort des usines.
- 1931 : sortie de l'appareil à soufflet populaire « Bessa », première production de masse de Voigtländer.
- 1939 : le 2 000 000e objectif de la marque sort des usines.
- 1959 : commercialisation du « Bessamatic », premier réflex 35 mm de la marque.
- 1960 : Voigtländer commercialise le premier zoom pour appareil photographique au monde : le Zoomar.
- 1970 : Voigtländer s'associe à Zeiss Ikon afin de résister à la concurrence nippone.
- 1972 : fermeture des usines Voigtländer.
- 1974 : la marque Voigtländer est rachetée par Rollei.
- 1996 : la société allemande Plusfoto GmbH rachète la marque Voigtländer et confie à Cosina (Japon) la réalisation de nouveaux boîtiers télémétriques haut de gamme.

## Produits

### Les boîtiers photo

#### À plaques
- Alpin
- Avus
- Bergheil

#### Film 116
- Inos. 6x9. Fabriqué en 1930. Ouverture manuelle. - Obturateur Compur 250 - Objectif Skopar 1:4,5 f=
- Inos II. Fabriqué de 1933 à 1935. - Obturateur Compur. - Objectif Skopar 1:4.8 f=1:1,8 cm.

#### Film 120

##### À soufflet

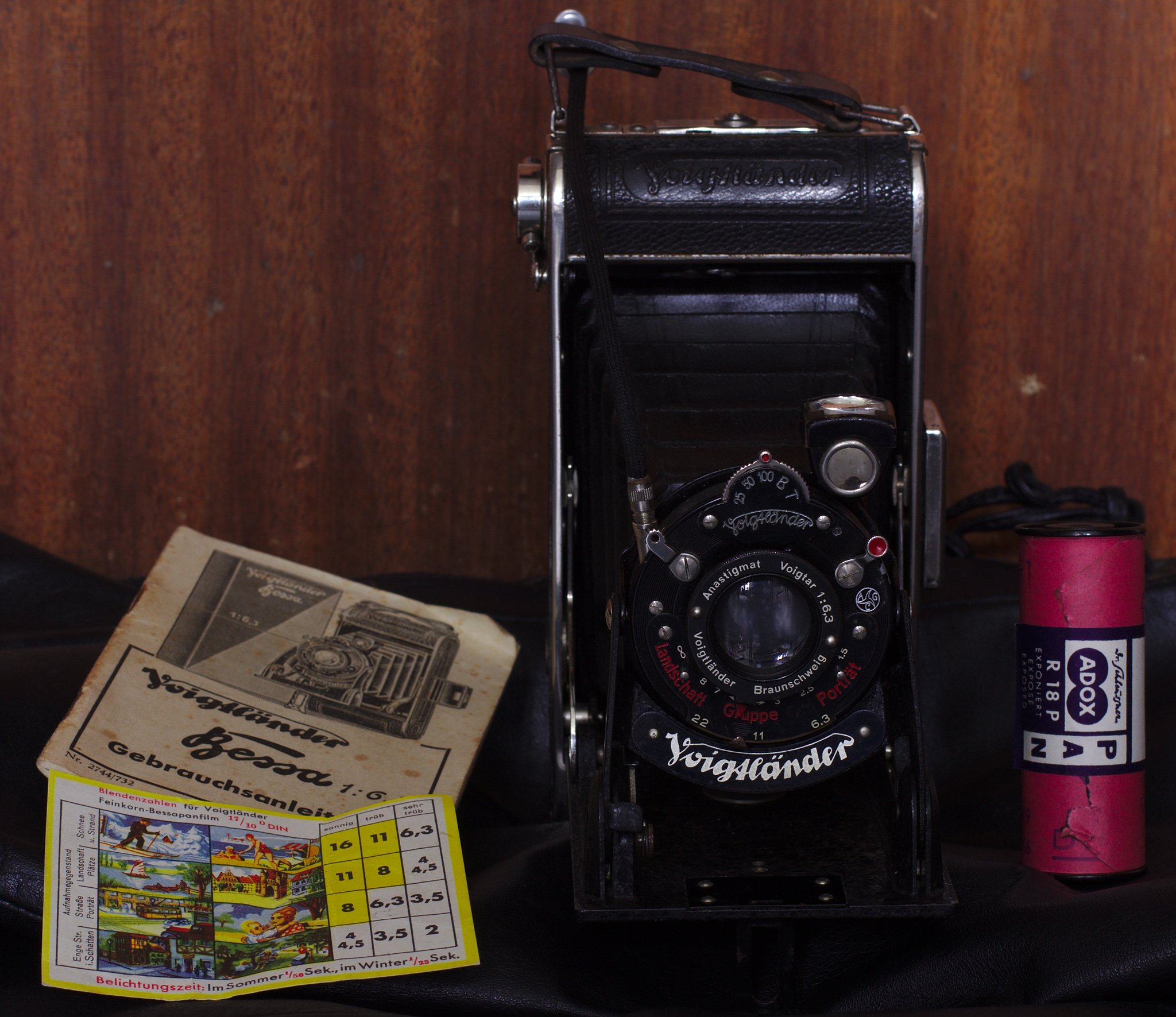
Voigtländer Bessa

- Bessa I - Fabriqué de 1940 à 1950.
- Bessa 46
- Bessa 66
- Jubilar
- Perkeo 3x4
- Perkeo I 6x6 - Fabriqué en 1950. Obturateur Pronto 1/200ème. Objectif Vaskar 1:4,5/75mm.
- Perkeo II 6x6 - Fabriqué de 1951. Obturateur Prontor SV. Objectif Color skopar f3,5/180
- Perkeo E - Fabriqué de 1951 à 1954. Obturateur Prontor SVS vitesse 1 à 1/300. - Objectif Color skopar f3,5/180
- Virtus

##### À soufflet et télémètre
- Bessa RF. Fabriqué de 1936 à 1951.
- Bessa II - Fabriqué de 1950 à 1956. Objetctif Color heliar f3,5/105
- Prominent 6x9 -
- Perkeo III 6x6 - Fabriqué en 1953. Obturateur Prontor SVS. Objectif Color skopar f3,5/180

##### Reflex bi-objectif
- Brilliant - Format 6x6.
- Superb

#### Film 126
- Bessy k
- Bessy as
- Bessy ak

#### Film 35 mm(24 × 36)

##### À soufflet
- Vito - Produit en 1939-1940, puis en 1947-1950. - Optique: Skopar 50mm f/3.5, anastigmat type Tessar. Après guerre: Skopar 3,5/50. Color Skopar 3,5/50. et lentilles Voigtar 3,5/50. - Focale:  1-20m à infini. - Temps d'ouverture: 1-1/300. Poids: 371 g.
- Vito II/IIa/IIb - Sorti en 1949-1952. Optique: Color-Skopar 50mm f3.5 - Focale: 3' à l'infini. Temps d'ouverture: T, B, 1, 2, 5, 10, 25, 50, 100, 300. - Poids: 413 g.
- Vito III - Sorti en 1950. - Ressemble plus au modèle Prominent 35mm, qu'aux précédents Vito I et II. Optique: Ultron f/2 50mm. - Focale: Ultron f/2 50mm. - Ouverture: 1-1/500 avec XM synchronisé. - Poids:

##### Compacts
- Dynamatic I/II
- Vitoret
- Vitoret L
- Vitoret D
- Vitoret D Rapid
- Vitoret F
- Vitoret S
- Vito B/BL/BR
- Vito C/CL/CD
- Vito Automatic/Automatic II
- Vitomatic I/Ia/II/IIa/IIa(Ultron)
- Vitrona
- Vitessa 500 AE/S

##### Télémétriques

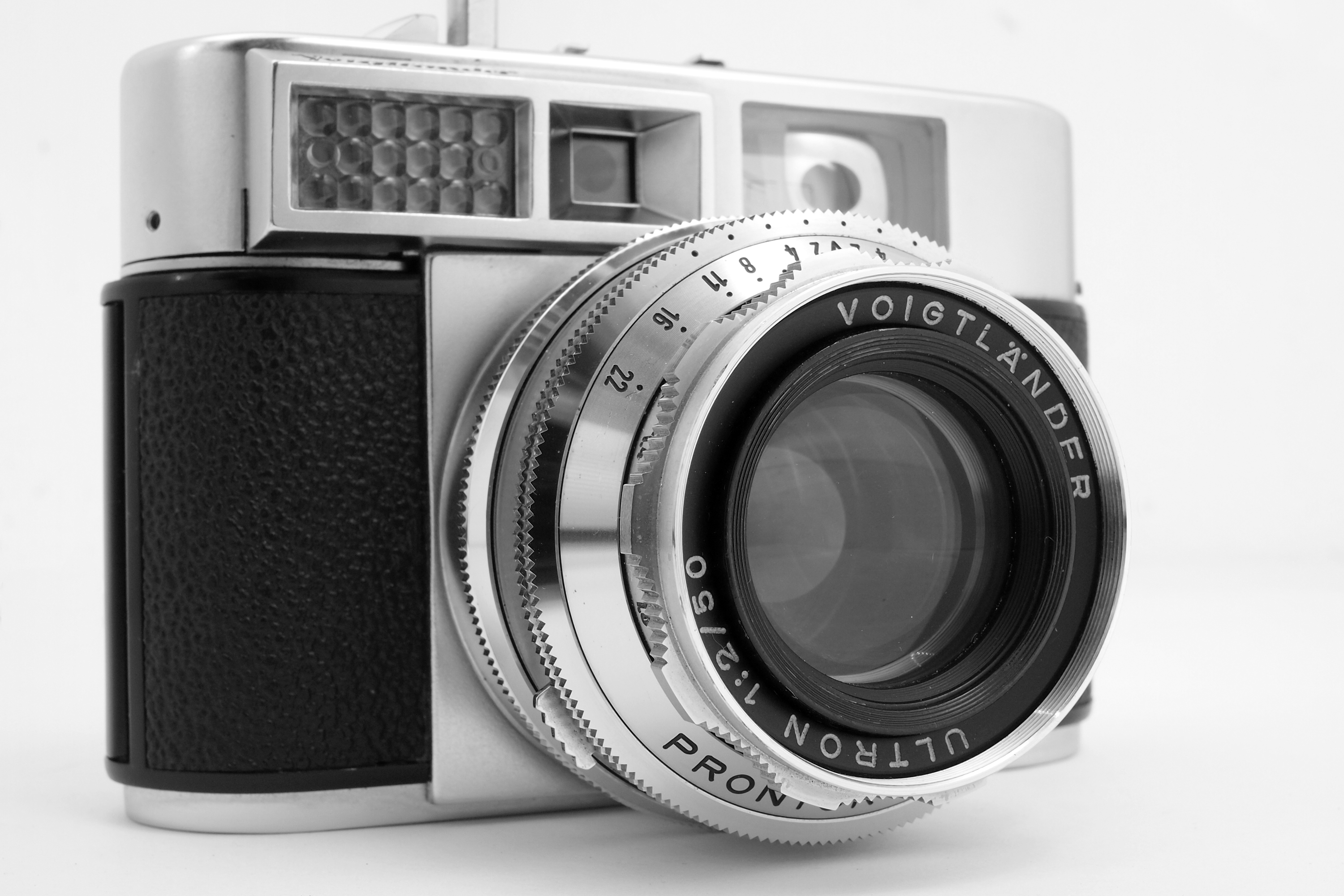
Voigtländer Vitomatic IIa, Ultron 50mm 1:2

- Prominent type 127 et 128. Produit en 1950.
- Prominent II type 130. Produit en 1959.
- Vitessa 125
- Vitessa N
- Vitessa L
- Vitessa T
- Vito BR
- Vito CLR
- Vito CSR
- Vito Automatic R
- Vitomatic II/IIa/IIb/IICS
- Vitomatic IIIb/IIICS
- Vitoret R
- Vitoret LR
- Vitoret DR
- VF 101. 1974. Reprend la conception et les caractéristiques du Zeiss Ikon Contessa S312.
- VF 135. Objectif Color-Skoparex 40mm f/2.3/40
- Bessa R 4 M/A
- Bessa R3M
- Bessa R2M
- Bessa R3A
- Bessa R2A
- Bessa R2
- Bessa R
- Bessa R2S C

##### Reflex
- Bessamatic
- Bessamatic Deluxe
- Bessamatic CS
- Bessamatic m
- Ultramatic
- Ultramatic CS
- VSL-1. Produit en 1972. - Mêmes caractéristiques que le SL707 développé par Zeiss Ikon, qui a aussi servi de base au Rolleifleix SL35M. Fabriqué à Singapour
- VSL-2. Produit en 1976.
- VSL-3E. Produit en 1977. Fabriqué à Singapour
- Bessaflex TM

### Objectifs photographiques
Monture VM (dite monture M) :
- 12 mm F5,6 UltraWide Heliar M-Bajonett
- 15 mm / F 4,5 Super Wide Heliar
- 15 mm / F 4,5 Super Wide Heliar
- 21 mm / F 4,0 Color Skopar
- 21mm / F4,0 Color Skopar Pancake II
- 25 mm / F 4,0 Color Skopar Pancake
- 28 mm / F 2,0 Ultron
- 35mm / F1,2 Nokton
- 35 mm / F 2,5 Color Skopar Pancake II
- 35 mm / F 1,7 Ultron
- 35 mm / F 1,4 Nokton
- 40 mm / F 1,4 Nokton
- 50 mm / F 1,1 Nokton
- 75 mm / F 1,8 Heliar

Monture MFT (micro 4/3):
- Nokton F0,95/17,5 mm
- Nokton F0,95/25 mm
- Nokton F0,95/42,5 mm

Pour appareils photo reflex :
- 90 mm / F3,5 SL II APO-Lanthar
- 20 mm / F3,5 Color Skopar SL II
- 40 mm F 2.0 Ultron SLII
- 58 mm F 1,4 Nokton SLII